# M60-UCD1
M60-UCD1 is een ultracompact dwergsterrenstelsel in de Virgocluster dat ongeveer 50 miljoen lichtjaren van de aarde verwijderd is. Het heeft een diameter van ongeveer 300 lichtjaren en bevat 140 miljoen sterren. Het is een satellietsterrenstelsel van het veel grotere Messier 60.
In het centrum van het dwergsterrenstelsel bevindt zich een superzwaar zwart gat met vijf maal de massa van het zwarte gat in de melkweg. Wetenschappers vermoeden dat het dwergsterrenstelsel vroeger deel uitmaakte van een groter sterrenstelsel met ongeveer 10 miljard sterren, maar in bijna-botsing kwam met het grotere M60 dat het merendeel van zijn sterren overnam.